# テレオルマン県
| 県章 テレオルマン県の位置 |                     |
| 地域                      | 南部地域            |
| 歴史的な地域              | ムンテニア          |
| 県都                      | アレクサンドリア    |
| 面積                      | 5,790km²            |
| 人口                      | 323,544人（2021年） |
| 人口密度                  | 56人/km²            |
| ISO 3166-2                | RO-TR               |

テレオルマン県 （テレオルマンけん、ルーマニア語:Judeţul Teleorman,発音:te.'le.or.man）は、ルーマニア・ムンテニア地方の県。県都はアレクサンドリア。東部はジュルジュ県、西部はオルト県、北部はアルジェシュ県とドゥンボヴィツァ県、南部はブルガリアのプレヴェン州、ヴェリコ・タルノヴォ州と接する。
テレオルマンの名は、クマン人から発生したもので、風変わりな森（Deli orman）を意味する。この言葉の末端は、クマン語であつく影の多い森であることを意味した。その他の地名においては、ブルガリア北東部のルドゴリエ高原のトルコ語名にも似た言葉が見られる。

## 人口統計
人口は323,544人（2021年国勢調査）。主要民族構成は下記の通り。
- ルーマニア人 - 282,613人
- ロマ人 - 9,457人

| 年   | 県人口  |
| ---- | ------- |
| 1948 | 487,394 |
| 1956 | 510,488 |
| 1966 | 516,222 |
| 1977 | 518,943 |
| 1992 | 483,840 |
| 2002 | 436,025 |
| 2011 | 360,178 |
| 2021 | 323,544 |

## 地理
県面積は5,790平方キロメートルである。2つの特色ある要素があげられる。
- 北部と中央部はルーマニア平原から続く平野がある。小さな川で分けられ、その川がときに深い谷を形成する。
- 南部は非常に幅広く、池や小さな水路のあるドナウ川渓谷である。

ドナウ川の近くに、県の主要河川であるオルト川が流れ、イスラズ村近くでドナウ川と合流する。その他にヴェデア川、テレオルマン川、カルマツイ川（Călmăţui）がある。

## 経済
県の主要産業には以下のものがある。
- 食品・飲料製造
- 織物産業
- 化学工業
- 機械部品製造

灌漑施設が整備されており、大規模・小規模両方の農業が盛んに行われている。ブカレストへ供給される野菜・果物が生産される。

## 観光
目玉となる観光地は少ないが、民俗文化遺産は豊富である。多くのルーマニア著名人がこの地方で生まれ、幾人かは後に村での生活を非常に生き生きと書き残している。
- アレクサンドリア市
- ドナウ川、湖沼での釣り

## 行政区画
県は3つの都市、2つの町、92の基礎自治体からなる。

### 主な都市
- アレクサンドリア
- ロシオリイ・デ・ヴェデ（en:Roşiorii de Vede）
- トゥルヌ・マグレレ

## 参照
1. 1 2  “Tabel-2.02.1-si-Tabel-2.02.2.xlsx”. ルーマニア国家統計局. 2024年8月28日閲覧。
2. ↑  National Institute of Statistics, "Populaţia la recensămintele din anii 1948, 1956, 1966, 1977, 1992 şi 2002"